# Massacro di Beit Yisrael
Il massacro di Beit Yisrael fu un attentato suicida palestinese avvenuto nel quartiere di Beit Yisrael nel centro di Gerusalemme il 2 marzo 2002. Undici civili israeliani furono uccisi nell'attacco, inclusi due neonati, tre bambini e due adolescenti. Nell'attacco rimasero ferite oltre 50 persone, quattro delle quali in modo grave. L'attacco avvenne all'ingresso della yeshiva Haredi "Beit Yisrael" nel centro di Gerusalemme, dove le persone si erano radunate per una celebrazione del bar mitzvah. L'attentatore suicida fece esplodere la bomba piena di schegge insieme a un gruppo di donne con i loro passeggini, in attesa che si concludessero i servizi in una vicina sinagoga. La Brigata dei Martiri di al-Aqsa rivendicò la responsabilità dell'attacco.

## L'attentato
L'attentato avvenne un sabato sera nel quartiere Haredi Beit Yisrael di Gerusalemme, che era stato preso di mira già in tre precedenti attentati.
Poco dopo le 19:00, le strade erano affollate di fedeli che avevano appena terminato le preghiere al tramonto che segnano la conclusione dello Shabbat. La gente si era radunata vicino alla Yeshiva Mahane Yisrael per il bar mitzvah di Naveh Hazan. Un'altra famiglia, gli Hajabis, celebrava anche il bar mitzvah del figlio, e membri delle famiglie imparentate Nehmad e Ilan erano arrivati a Gerusalemme per la celebrazione. Più di 1.000 ebrei pregavano ogni sabato sera nel seminario di Mahane Israel.
L'attentatore era in piedi accanto a un gruppo di donne con carrozzine che aspettavano il ritorno dei mariti dalla sinagoga, e si fece esplodere proprio mentre la famiglia e gli ospiti stavano iniziando a partire. L'esplosione che ne seguì scosse il centro di Gerusalemme e fece bruciare un'auto nelle vicinanze. Tra i morti vi furono un neonato e suo fratello di sei anni, una madre e suo figlio di tre anni e un ragazzo di dodici anni.

## Responsabili
La Brigata dei Martiri di al-Aqsa, ala armata di Fatah, rivendicò la responsabilità e affermò che l'attacco sarebbe avvenuto per vendicare la morte di 19 palestinesi uccisi durante le incursioni militari israeliane nei campi profughi di Balata e Jenin all'inizio della settimana. L'attentatore fu identificato come il diciannovenne Mohammed al-Chouhani del campo profughi di Dheisheh vicino a Betlemme. Circa 1.500 palestinesi festeggiarono attraverso il campo distribuendo dolci e sparando in aria.

## Reazioni internazionali
Centinaia di palestinesi festeggiarono alla notizia del massacro. Gli Stati Uniti condannarono duramente il massacro.